# L.C. Tyler
Pour les articles homonymes, voir Tyler.
L.C. Tyler, né à Southend-on-Sea, dans le comté de l'Essex, est un écrivain britannique, spécialisé dans le roman policier humoristique et historique.

## Biographie
Il grandit dans l'Essex et fait ses études supérieures en géographie au Jesus College de l'Université d'Oxford, puis en analyse systémique à la City University de Londres. Il se destine ensuite à une carrière dans la fonction publique britannique et au British Council, ce qui l'amène à vivre successivement à Hong Kong, en Malaisie, au Soudan, en Thaïlande, au Danemark, en Norvège et en Suède. Il obtient ensuite un poste à Islington dans le Sussex de l'Ouest en tant que directeur général du Royal College of Paediatrics and Child Health.
En 2007, il publie Étrange suicide dans une Fiat rouge à faible kilométrage (The Herring Seller's Apprentice, 2007), un roman policier humoristique et historique, qui est nommé pour un prix Edgar-Allan-Poe et qui a pour héros l'obscur auteur de roman policier Ethelred Tressider et son agente littéraire Elsie Thirkettle. Les deux hurluberlus mènent une enquête qui accumule les bourdes pour retrouver l'ex-épouse de l'écrivain disparue non loin de sa maison dans l'Essex. Le roman se révèle un pastiche des whodunits britannique des années 1930. Le duo revient dans Homicides multiples dans un hôtel miteux des bords de Loire (Ten Little Herrings, 2009), dont l'action, vaguement reprise du Dix petits nègres d'Agatha Christie, se déroule en France, puis dans Mort mystérieuse d’un respectable banquier anglais dans la bibliothèque d’un manoir Tudor du Sussex (The Herring in the Library, 2010), où la police conclut au suicide de Sir Robert Muntham, commis dans un chambre close le soir d'un dîner mondain à Muntham Court, alors que Elsie et Ethelred sont persuadés qu'il s'agit d'un meurtre commis par un assassin qui se cache parmi les invités.
En 2014, L.C. Tyler amorce, avec A Cruel Necessity, une nouvelle série policière historique, cette fois sérieuse, ayant pour héros le juriste John Grey qui mène ses enquêtes dans les sphères politiques londoniennes du milieu du XVIIIe siècle.
En 2015, il est élu président de la Crime Writers' Association.

## Œuvre

### Romans

#### SérieElsie et Ethelred
- The Herring Seller's Apprentice (2007) Publié en français sous le titre Étrange suicide dans une Fiat rouge à faible kilométrage, traduit par Julie Sibony, Paris, Sonatine Éditions, 2012, 231 p.  (ISBN 978-2-35584-113-2)
- Ten Little Herrings (2009) Publié en français sous le titre Homicides multiples dans un hôtel miteux des bords de Loire, traduit par Élodie Leplat, Paris, Sonatine Éditions, 2013, 277 p.  (ISBN 978-2-35584-223-8)
- The Herring in the Library (2010) Publié en français sous le titre Mort mystérieuse d’un respectable banquier anglais dans la bibliothèque d’un manoir Tudor du Sussex, traduit par Élodie Leplat, Paris, Sonatine Éditions, 2015, 294 p.  (ISBN 978-2-35584-263-4)[1]
- The Herring on the Nile (2011) Publié en français sous le titre Mort étrange sur un bateau remontant le Nil, traduit par Martine Desoille, Paris, Terra Nova, 2016, 298 p. (ISBN 9782824608730)
- Crooked Herring (2014)
- Cat Among the Herrings (2016)
- Herring in the Smoke (2018)
- The Maltese Herring (2019)
- Farewell My Herring (2021)

#### SérieJohn Grey
- A Cruel Necessity (2014)
- A Masterpiece of Corruption (2016)
- The Plague Road (2016)
- Fire (2017)
- The Bleak Midwinter (2019)
- Death of a Shipbuilder (2020)
- Too Much of Water (2021)

#### Autre roman
- A Very Persistent Illusion (2009)

### Recueil de nouvelles
- Bodies in the Bookshop (2014), en collaboration avec plusieurs auteurs, dont Simon Brett

## Prix et récompenses

### Nominations
- Prix Barry 2010 du meilleur livre de poche original pour The Herring Seller's Apprentice[2]
- Prix Edgar-Allan-Poe 2010 du meilleur livre de poche original pour The Herring Seller's Apprentice[3]
- Edgar-Allan-Poe 2011 du meilleur livre de poche original pour Ten Little Herrings[3]
- Historical Dagger Award 2018 pour Fire[4]